# Mabla Mountains

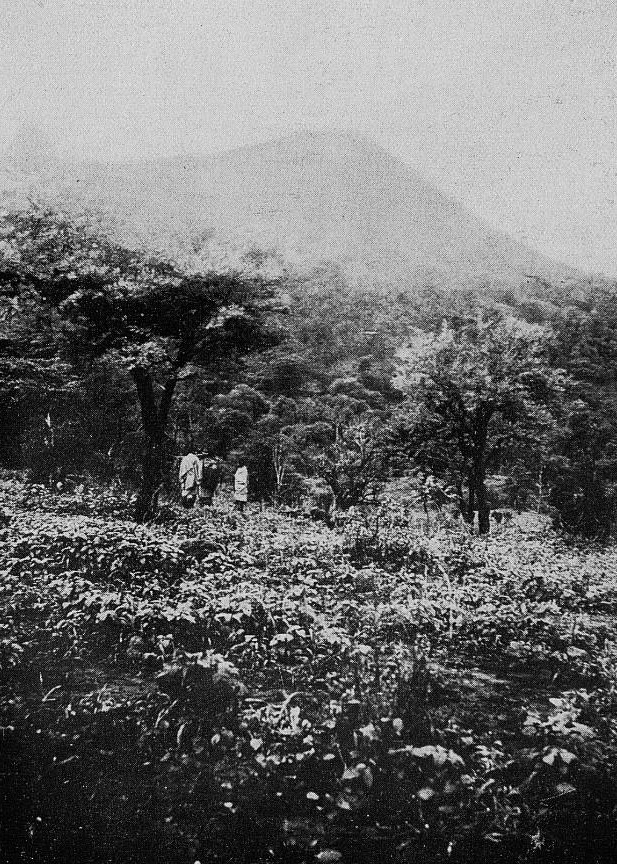
Forested area of the Mabla Mountains, c. 1930

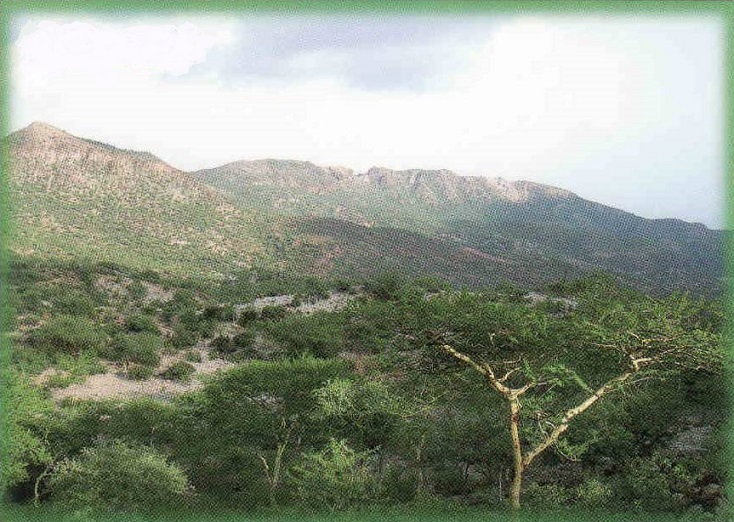
The Mabla Mountains today

Mabla Mountains (auch: Monti Mabla, Monts Mabla) sind ein Gebirgszug im Norden der Regionen Obock und Tadjoura in Dschibuti. Mit einer durchschnittlichen Höhe von 370 m ist das Gebirge der fünft-höchste Bezirk in Dschibuti. Das endemische Wacholderfrankolin lebt hier genauso wie im Forêt du Day.

## Geographie
Zusammen mit dem Forêt du Day bilden die Mabla Mountains eines der beiden letzten Gebiete Dschibutis mit geschlossenen Waldbeständen. Das Gebirge erstreckt sich auf dem Gebiet der Region Obock, 25 km westlich der Hafenstadt Obock. Die Berge erheben sich bis auf 1375 m über der Küstenebene, wo das Rote Meer an den Golf von Aden stößt. Nach Süden überblicken sie den Golf von Tadjoura.

Wacholderfrankolin.

Der Gebirgszug erstreckt sich von dem Kliff Ras Duan aus nach Norden. Accolado Mount (Assasanto; 367 m) ist der nördlichste Vorberg des östlichen Zweiges der Mabla Mountains; er liegt 9,7 km nordwestlich des Zugangs zum Latela Valley. Der Morne Rouge mit 130 m liegt 4,5 km nordnordwestlich des Taleinganges. Er zeichnet sich aus durch drei runde Gipfel aus rötlichem Gestein. Morne Blanc liegt etwa 1,6 km westsüdwestlich des Morne Rouge und ist ein ausgeprägter Konus von grauer Erscheinung. Der Pic du Hussard (Aramuda) mit 796 m liegt 23 km nördlich von Ras Duan; er zeigt einen großen runden Gipfel. Minerva’s Face, 2,3 km südsüdöstlich des Pic du Hussard hat drei Gipfel mit einer Höhe bis zu 729 m. Devil’s Chair, 6,4 km südöstlich von Minerva’s Face, ist 434 m hoch und vom Meer aus deutlich sichtbar.

## Kultur
Eine Untergruppe der Afar, die Ma`andiyta (oder „Weiße Afar“; Mandita) lebte dauerhaft in den MablaBergen, während die Ma`andiyta von Immino (Awsa, Aussa, Assaw; „Rote Afar“) nur zeitweise im Gebirge lebt. Die Mandita leben im Westen der Mabla Mountains, Andere Untergruppen der Afar sind die Debne und die Basooma.
Charakteristische Gebäude sind die dabou, dauerhafte Steingebäude, die vor allem auf Anhöhen im Mabla-, aber auch dem Goda-Massiv, sowie in Äthiopien zu finden sind.

## Flora und Fauna

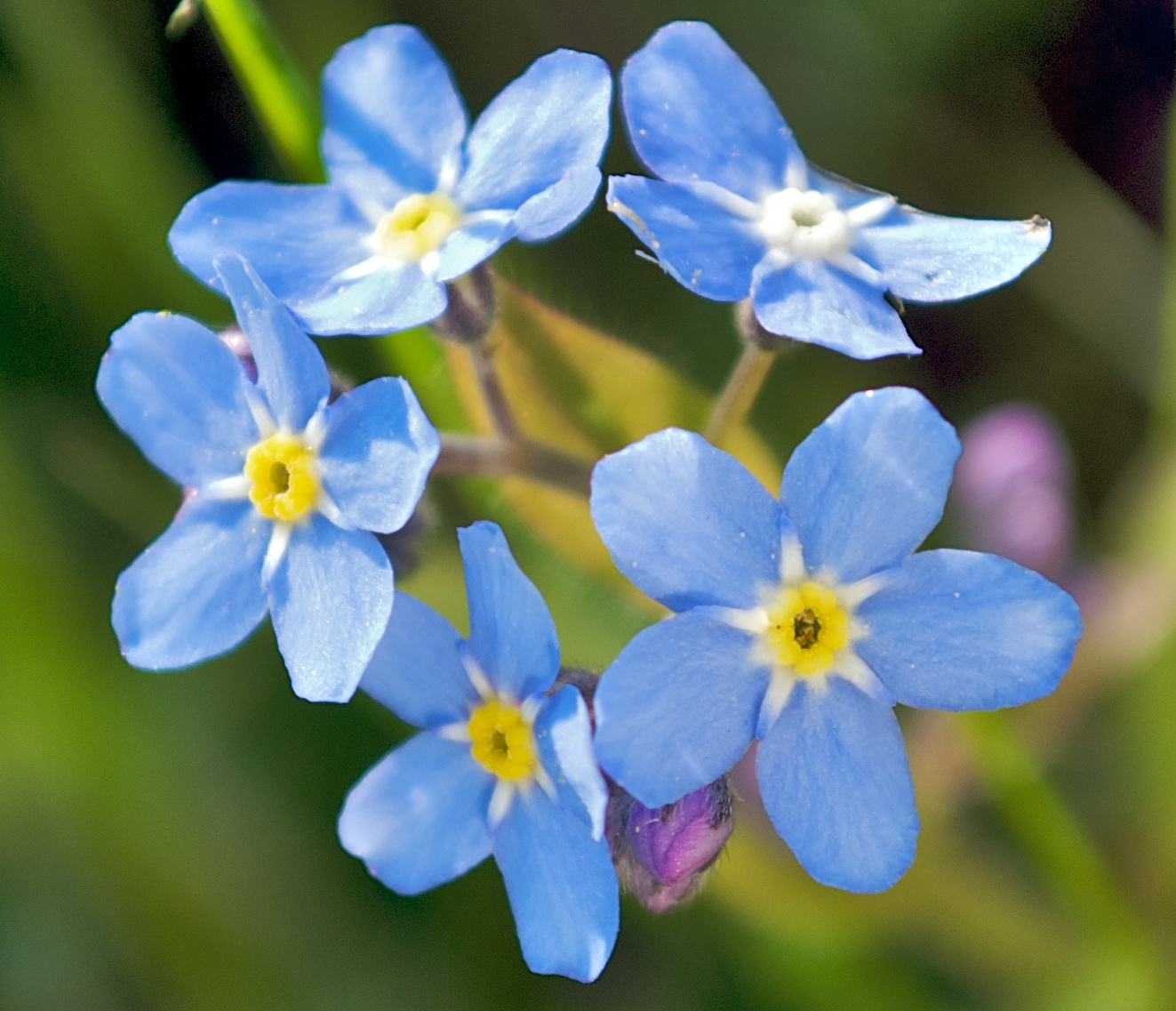
Myosotis (Vergiss-mein-nicht).

Das endemische, vom Aussterben bedrohte (IUCN) Wacholderfrankolin (Djibouti spurfowl) wurde 1985 erstmals nachgewiesen. Der nahegelegene Forêt du Day ist der einzige andere Lebensraum.
Noch in den 1920ern waren die Berge dicht bewaldet. Buchsbäume (Frais spp.) und Acacia-Arten bilden die Hauptbestände und in den Schluchten gedeihen auch Palmenhaine. Auf den höheren Lagen von 1300–1600 m herrschen Wacholderbestände vor und Baum-Wolfsmilch. Bei Kräutern sind Vergissmeinnicht-Arten besonders verbreitet. An den Gipfeln halten sich Farn-Arten.

## Schutz
In jüngerer Zeit wurden die Waldbestände schwer geschädigt hauptsächlich durch Waldbrände, Viehbeweidung und Brennholzgewinnung. Allerdings auch durch Militäraktionen. In den 1980ern wurde der Vorschlag gemacht einen Nationalpark in den Bergen der Region Goula einzurichten.

## Klima
Im Mabla-Gebirge herrscht ein verhältnismäßig mildes Klima und mit warmen Wintern und heißen Sommern.
|                       | Jan  | Feb  | Mär  | Apr  | Mai  | Jun  | Jul  | Aug  | Sep  | Okt  | Nov  | Dez  |   |     |
| Mittl. Tagesmax. (°C) | 24,3 | 26,4 | 27,9 | 28,3 | 29,0 | 31,3 | 32,5 | 31,7 | 31,3 | 31,1 | 27,6 | 26,1 | ⌀ | 29  |
| Mittl. Tagesmin. (°C) | 17,7 | 19,9 | 22,1 | 23,6 | 24,3 | 25,6 | 26,4 | 25,4 | 24,6 | 24   | 21,7 | 20   | ⌀ | 23  |
|                       |      |      |      |      |      |      |      |      |      |      |      |      |   |     |
| Niederschlag (mm)     | 39   | 49   | 53   | 38   | 29   | 9    | 37   | 75   | 68   | 42   | 37   | 28   | Σ | 504 |

| 17,7 |

| 19,9 |

| 22,1 |

| 23,6 |

| 24,3 |

| 25,6 |

| 26,4 |

| 25,4 |

| 24,6 |

| 24 |

| 21,7 |

| 20 |

| 17,7 |

| 19,9 |

| 22,1 |

| 23,6 |

| 24,3 |

| 25,6 |

| 26,4 |

| 25,4 |

| 24,6 |

| 24 |

| 21,7 |

| 20 |